# Chilkiasz
Chilkiasz (moim działem jest Jahwe) – postać biblijna ze Starego Testamentu.
Najlepiej znanym z kilku Chilkiaszów jest arcykapłan, który żył za panowania króla Judy, Jozjasza. W czasie odbudowy Świątyni znalazł stary zwój z zapisanym na nim Prawem Bożym. Odkrycie to doprowadziło do wielkiej reformy kultu w Świątyni. Patrz 2 Krl 22-23 i 2 Krn 34.
Źródło: Słownik Postaci Biblijnych. [dostęp 2015-12-26].